# Mitre d'Aix
Mitre est un saint catholique et orthodoxe, né à Thessalonique, en Grèce, en 433, mort à Aix-en-Provence en 466. Il est honoré le 13 novembre.

## Vie du saint

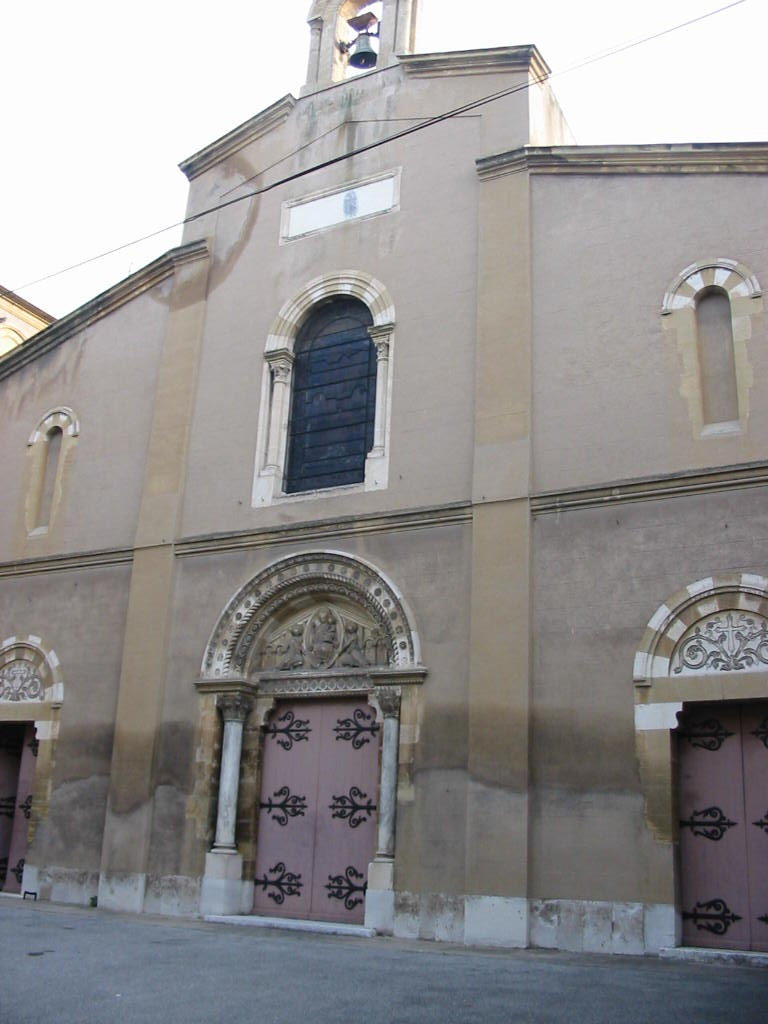
Façade de l'église Notre-Dame de la Seds.

Selon la légende, Mitre est né à Thessalonique, en Grèce, dans une famille aisée. À l'âge de vingt-quatre ans, il quitte ses parents pour la Provence dans l'espoir d'y vivre une vie de charité et de dénuement. Il devint domestique chez Arvendus, un préteur romain d'Aix, qui menait une vie dissolue avec une femme qui n'était pas la sienne. Soucieux de ramener son maître dans le droit chemin, Mitre lui faisait fréquemment honte par ses remarques au sujet de ses mœurs déréglées. Arvendus commença à éprouver de l'inimitié vis-à-vis de son domestique et à chercher un prétexte pour le perdre.
Arvendus possédait une vigne à l'ouest de la ville des Tours, dans l'actuel quartier de Saint-Mitre. Mitre y était vigneron. Le préteur ordonna à ses domestiques d'aller causer des dégâts dans sa vigne et d'en accuser Mitre. Ceux-ci vinrent de nuit ôter tous les raisins et les presser dans des cruches, après quoi ils allèrent se plaindre à leur maître de ce que Mitre avait cueilli tout le raisin d'Arvendus et en avait fait du vin qu'il avait distribué aux pauvres. Alors qu'Arvendus feint la fureur, il se précipita dans sa vigne et fut stupéfait de constater que celle-ci était chargée d'un raisin abondant et de grande qualité. Les cruches pleines de vin étaient en fait vides.
Mitre fut accusé de sorcellerie et jeté dans le cachot d'une tour romaine, située à l'emplacement de l'ancien palais comtal. Il fut décapité dans la cour du prétoire. Il ramassa alors sa tête, la serra contre sa poitrine et la porta jusqu'à l'autel de l'église de Notre-Dame de la Seds dont il devait devenir le patron. Enfin, il expira.

## Sépulture

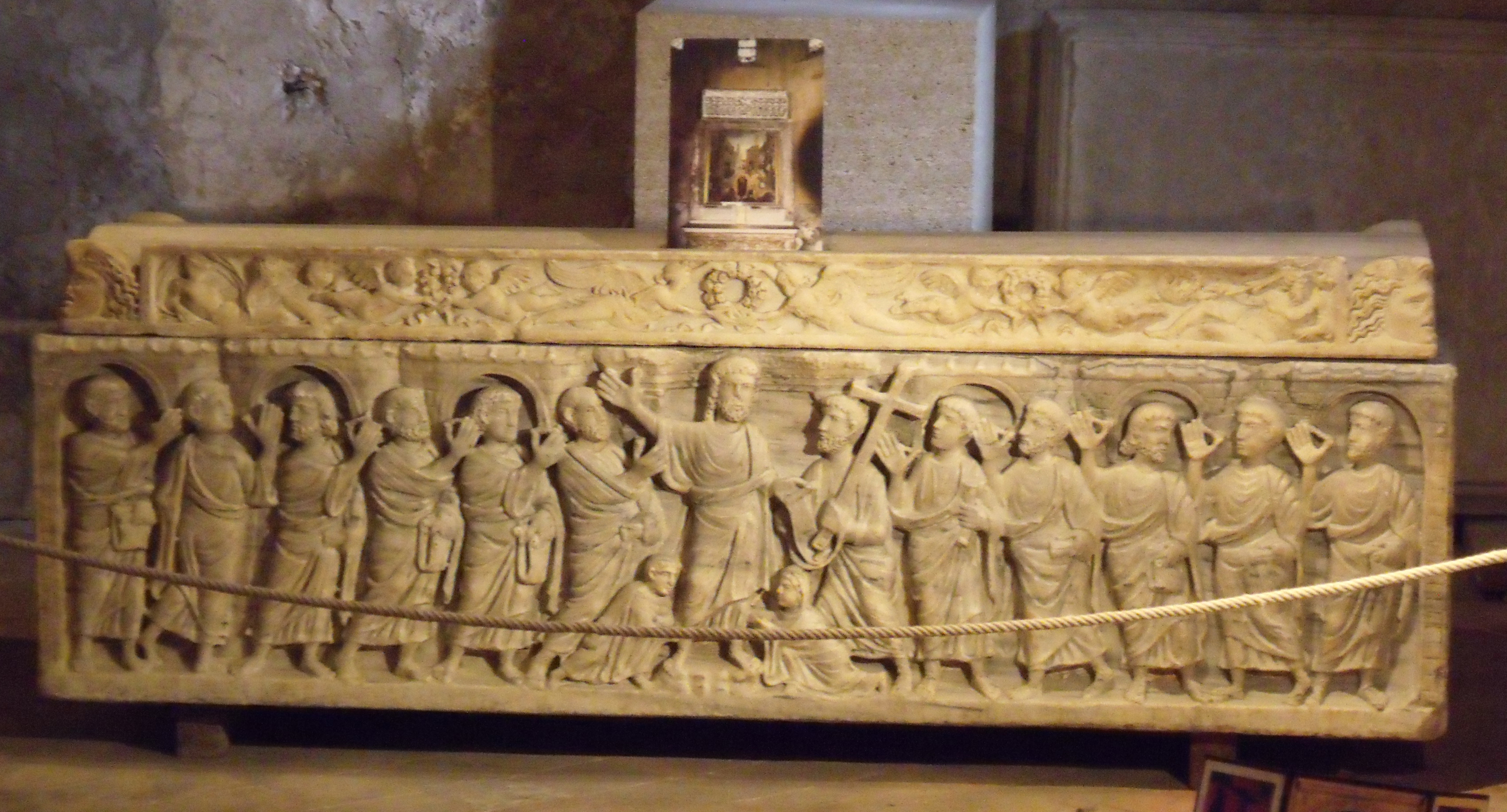
Sarcophage de Mitre (cathédrale Saint-Sauveur).

Un sarcophage est visible aujourd'hui dans la chapelle Saints-Côme-et-Damien (construite à la fin du XVIe siècle et est considéré comme le sarcophage ayant contenu les restes de Mitre. Il s'agit de toute évidence d'un sarcophage de remploi. On y voit le Christ au sommet d'une montagne d'où coulent les quatre fleuves du Paradis entouré de ses apôtres. À ses pieds, deux personnages sont prosternés, sans doute les deux personnages à qui le sarcophage était destiné à l'origine. Un couvercle païen a été utilisé pour fermer le sarcophage. Des génies ailés y sont représentés.

## Cultepost-mortem
La personnalité de Mitre a permis à l'église d'Aix de se doter d'un saint de même importance que ceux des deux autres grandes églises provençales : Victor de Marseille et Genès d'Arles.

### Translation de saint Mitre à la cathédrale Saint-Sauveur

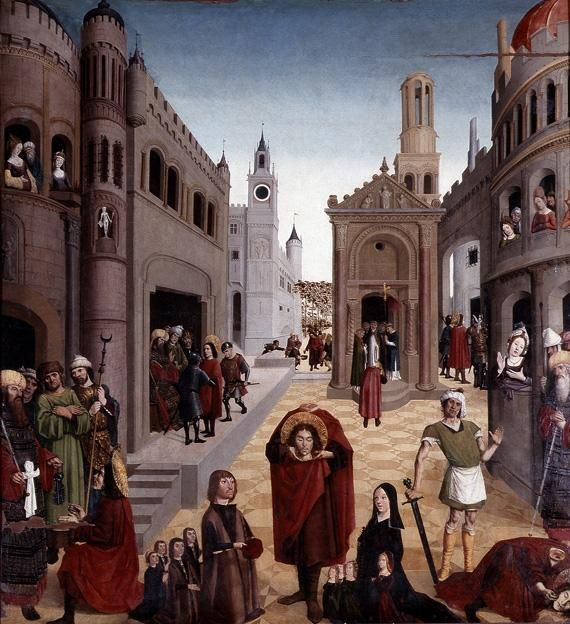
Le martyre de saint Mitre, Nicolas Froment (v. 1470), cathédrale Saint-Sauveur.

Ses reliques furent transférées à la cathédrale Saint-Sauveur le 23 octobre 1383.
Des origines au mois d'octobre 1383, Notre-Dame de la Seds, ou plus précisément la chapelle Saint-Laurent, située extra-muros, conservait les reliques de saint Mitre dans un tombeau de marbre blanc. Le chapitre délibéra à cette date de les transférer à Saint-Sauveur. Cette translation ne se fit pas sans la résistance des paroissiens de Notre-Dame de la Seds et, en leur nom, Pons Maifredi, vicaire de l'église, vint se poster à la porte des Cordeliers, qui marquait l'entrée de la ville, devant la personne du notaire Raymond Chabaud qui effectuait le transfert des reliques. Ce dernier écouta les doléances du vicaire mais lui rit au nez et passa outre. Le reste de la cérémonie se déroula sans troubles.

### Miracles attribués aux reliques de saint Mitre
Grégoire de Tours rapporte un miracle qui se serait situé vers 566 sur le tombeau du saint du temps de l'archevêque d'Aix Francon. L'évêque avait été spolié de la seigneurie d'un village de Provence par un nommé Childéric, de la cour du roi Sigebert, et s'en remit aux tribunaux, qui décidèrent de le débouter. Fou de rage, celui-ci se rendit au tombeau de saint-Mitre et en condamna l'accès en déposant chardons et épines devant la porte de l'église. Après avoir répandu des immondices sur le tombeau, il interdit à quiconque d'adresser des prières au saint et de lui brûler des cierges.
Dès le lendemain, l'homme qui avait ravi la seigneurie fut rongé par un mal étrange qui lui brûlait tout le corps et lui faisait tomber les poils. Après avoir souffert une année, il accepta de rendre à Francon le village qu'il lui avait pris. Il offrit une bourse d'or à saint Mitre et mourut dans l'heure qui suivit.
Un autre miracle est attribué aux reliques du saint. On dit que la colonne droite qui soutenait son tombeau était percée d'un trou qui suintait constamment, sécrétant un liquide souverain contre les maux d'yeux.

### Culte au cours des siècles

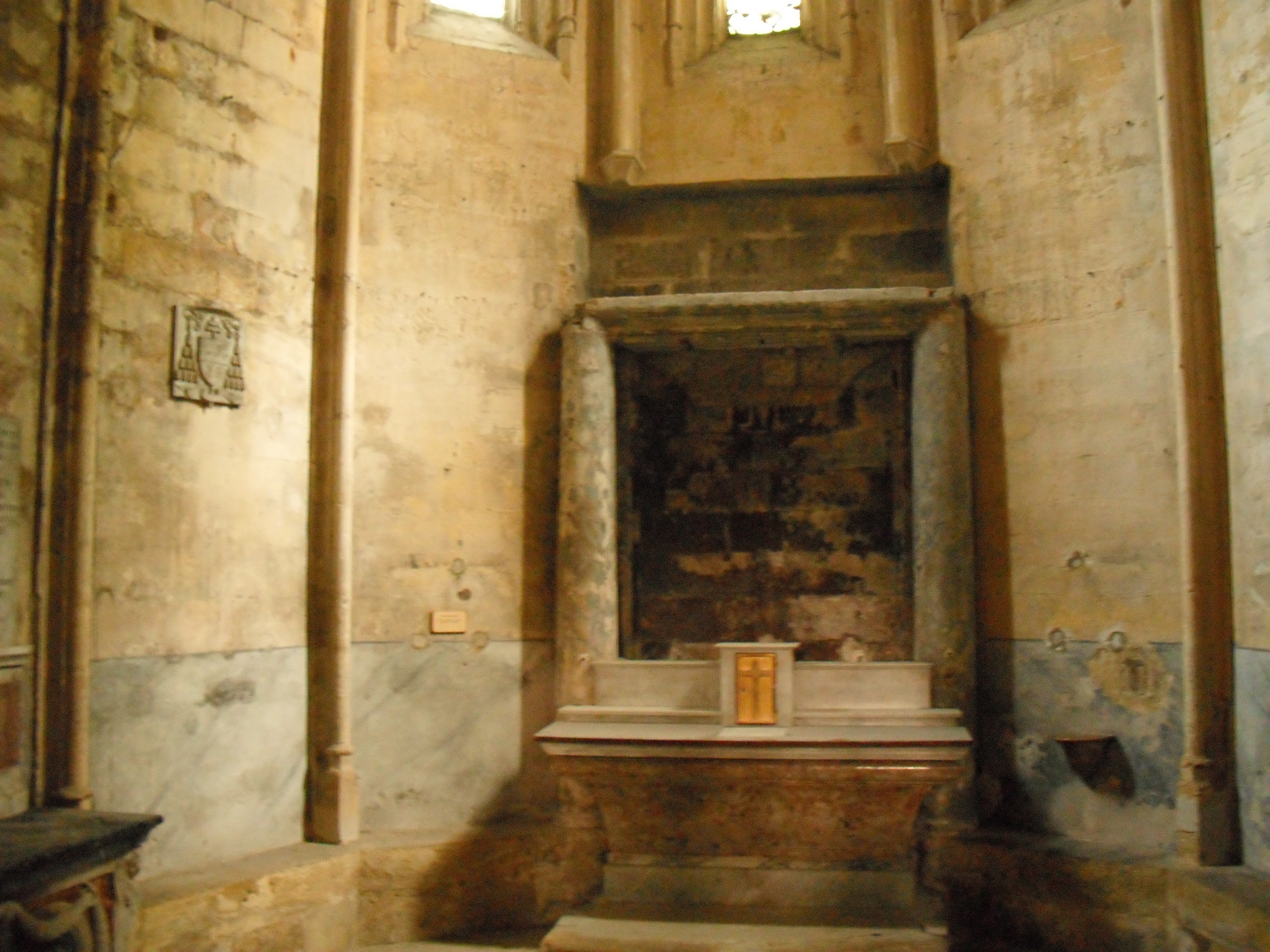
La chapelle Saint-Mitre, dans la cathédrale Saint-Sauveur d'Aix-en-Provence, reçoit le 23 octobre 1383 les reliques de saint Mitre.

Au Moyen Âge, Avignon Nicolaï, archevêque d'Aix (1422-1437) fit bâtir une chapelle en l'honneur de saint Mitre, où il demanda à recevoir une sépulture. Le jour de la fête de saint Mitre, le 13 novembre, on élevait dans les prisons de la ville une chapelle, à l'emplacement où, selon la tradition, Mitre avait été décapité. Puis on transportait ses reliques de la cathédrale Saint-Sauveur jusqu'à cette chapelle. L'archevêque d'Aix présidait généralement à cette cérémonie.
Sous l'Ancien Régime, les Aixois surnommaient leur saint patron « saint Mitre Garde-Vignes » et l'invoquaient pour avoir du vin.
Des communes de Provence sont placées sous son patronage, telle Saint-Mitre-les-Remparts.

## Traces de saint Mitre aujourd'hui
- Une chapelle Saint-Mitre a été construite au XVIIe siècle à Aix-en-Provence[12] sur les fondations d'une chapelle rurale primitive, elle-même reconstruite en 1567, dont il demeure des colonnes antiques, un vieux puits et une charpente[13].
- La cathédrale Saint-Sauveur abrite un panneau de la Légende de saint Mitre, attribué à Nicolas Froment, vers 1470-1475[14].

## Controverses
Selon Paul Masson, ce n'est pas saint Mitre qui fut martyrisé à Aix, mais saint Démétrios, prêtre de Périnthe (au nord de la mer de Marmara).
Il est de même parfois évoqué la christianisation du culte de Mithra, très populaire chez les légionnaires romains, en Saint-Mitre pour expliquer les nombreux lieux-dits provençaux portant ce nom.